# Linklaters
Linklaters är en multinationell marknadsledande brittisk advokatbyrå med kontor i flera länder runt om i världen. Linklaters grundades 1838 och är medlem av "Magic Circle", en elitkrets av advokatbyråer med huvudkontor i London. Globalt räknas Linklaters bland världens ledande advokatbyråer, både i storlek och omsättning. Advokatbyrån har[när?] för närvarande över 5 000 anställda jurister på 31 kontor i 21 länder över hela världen.[källa behövs]
Under räkenskapsåret 2020–21 var Linklaters intäkter 1,67 miljarder pund och vinsten per aktieägande partner var 1,77 miljoner pund. I Storbritannien har byrån topprankningar inom många verksamhetsområden, bland annat inom corporate/M&A, kapitalmarknad, tvister, bank- och finansverksamhet, omstrukturering och insolvens, antitrust och skatt.
Linklaters är i princip den enda ledande globala advokatbyrån med en betydande lokal närvaro på den nordiska marknaden. Den svenska delen av byrån var ursprungligen advokatbyrån Lagerlöf Leman, vilken 2001 fusionerades med Linklaters till Linklaters Lagerlöf, som numera bara använder sig av namnet Linklaters även i Sverige.  
År 2022 var Linklaters rådgivande vid fler fusioner och förvärv som involverade ryska koncerner än någon annan större advokatbyrå. Efter Rysslands invasion av Ukraina i februari 2022 var Linklaters den första större advokatbyrån som meddelade att den skulle upphöra med sin verksamhet i Ryssland.

## Historia i Sverige
Aron Philipsson (1826–1881) grundade 1849 en advokatbyrå i Göteborg. Verksamheten övertogs 1872 av Philip Leman (1837–1905), som senare blev en av svenska advokatsamfundets grundare. Under 1890-talet bytte byrån namn till D:r Philip Lemans Advokatbyrå. Byrån var Göteborgs äldsta advokatbyrå, och kanske även Sveriges äldsta. År 1990 slog man sig samman med Advokatfirman Lagerlöf.